# Премія НАН України імені О. В. Погорєлова
Премія НАН України імені Олексія Васильовича Погорєлова — премія, встановлена НАН України за видатні наукові роботи в галузі геометрії і топології. З 2023 року присуджується за видатні наукові роботи в галузях диференціальних рівнянь, геометрії та топології.
Премію засновано 2007 року та названо на честь видатного українського математика, академіка АН УРСР Олексія Васильовича Погорєлова.
Премію імені О. В. Погорєлова присуджує Відділення математики НАН України щотри роки.
Перша премія імені О. В. Погорєлова була присуджена за підсумками конкурсу 6 лютого 2008 року.

## Лауреати премії
| Рік  | Премійовані роботи                                                                                   | Лауреати                       | Коротко про лауреата |
| ---- | --- | ------------------------------ | --- |
| 2007 | За цикл праць «Сучасні методи геометрії і топології та їх застосування»                              | Новіков Сергій Петрович        | академік Російської академії наук, завідувач відділу Інституту математики ім. В. А. Стєклова Російської академії наук                                         |
| 2007 | За цикл праць «Сучасні методи геометрії і топології та їх застосування»                              | Трохимчук Юрій Юрійович        | член-кореспондент НАН України, провідний науковий співробітник Інституту математики НАН України                                                               |
| 2007 | За цикл праць «Сучасні методи геометрії і топології та їх застосування»                              | Мілка Анатолій Дмитрович       | провідний науковий співробітник Фізико-технічного інституту низьких температур ім. Б. І. Вєркіна НАН України                                                  |
| 2010 | За цикл наукових праць «Геометрія підмноговидів і аналітичні методи в теорії підмноговидів»          | Борисенко Олександр Андрійович | член-кореспондент НАН України, завідувач кафедри Харківського національного університету ім. В. Н. Каразіна                                                   |
| 2010 | За цикл наукових праць «Геометрія підмноговидів і аналітичні методи в теорії підмноговидів»          | Решетняк Юрій Григорович       | академік Російської академії наук, завідувач відділу Інституту математики ім. С. Л. Соболева СВ РАН                                                           |
| 2010 | За цикл наукових праць «Геометрія підмноговидів і аналітичні методи в теорії підмноговидів»          | Діскант Валентин Іванович      | завідувач кафедри вищої математики Черкаського державного технологічного університету                                                                         |
| 2013 | За роботи в галузі геометрії і топології                                                             | Зарічний Михайло Михайлович    | декан механіко-математичного факультету Львівського національного університету імені Івана Франка, професор                                                   |
| 2013 | За роботи в галузі геометрії і топології                                                             | Микитюк Ігор Володимирович     | завідувач відділу Інституту прикладних проблем механіки і математики імені Я. С. Підстригача НАН України, доктор фізико-математичних наук                     |
| 2013 | За роботи в галузі геометрії і топології                                                             | Пелих Володимир Олександрович  | заступник директора Інституту прикладних проблем механіки і математики імені Я. С. Підстригача НАН України, доктор фізико-математичних наук                   |
| 2016 | За серію праць «Геометричні та топологічні властивості підмноговидів та шарувань»                    | Болотов Дмитро Валерійович     | доктор фізико-математичних наук, старший науковий співробітник Фізико-технічного інституту низьких температур ім. Б. І. Вєркіна НАН України                   |
| 2016 | За серію праць «Геометричні та топологічні властивості підмноговидів та шарувань»                    | Горькавий Василь Олексійович   | доктор фізико-математичних наук, провідний науковий співробітник Фізико-технічного інституту низьких температур ім. Б. І. Вєркіна НАН України                 |
| 2016 | За серію праць «Геометричні та топологічні властивості підмноговидів та шарувань»                    | Максименко Сергій Іванович     | старший науковий співробітник, доктор фізико-математичних наук, завідувач лабораторії топології відділу алгебри та топології Інституту математики НАН України |
| 2019 | за цикл праць «Геометрія і топологія підмноговидів та фракталів в ріманових та евклідових просторах» | Амінов Юрій Ахметович          | доктор фізико-математичних наук, головний науковий співробітник Фізико-технічного інституту низьких температур ім. Б. І. Вєркіна НАН України                  |
| 2019 | за цикл праць «Геометрія і топологія підмноговидів та фракталів в ріманових та евклідових просторах» | Працьовитий Микола Вікторович  | доктор фізико-математичних наук, головний науковий співробітник Інституту математики НАН України                                                              |